# Thomas Christopher Collins
Pour les articles homonymes, voir Collins.
Thomas Christopher Collins, né le 16 janvier 1947 à Guelph en Ontario au Canada, est un évêque catholique canadien, archevêque de Toronto de 2006 à 2023 et cardinal depuis 2012.

## Biographie

### Prêtre
Thomas Collins entame ses études de théologie au séminaire Saint Pierre (Saint Peter's Seminary) à London, en Ontario, puis poursuit ses études à Rome où il obtient une licence en Écriture Sainte à l'institut pontifical biblique et un doctorat en théologie de l'Université Grégorienne.
Entre-temps il a été ordonné prêtre, pour le diocèse d'Hamilton le 5 mai 1973, et après avoir exercé son ministère en paroisse, il rejoint en 1978 le séminaire de London où il enseigne les Écritures saintes et exerce différentes fonctions, jusqu'à en devenir recteur en 1995.

### Évêque
Le 25 mars 1997, il est nommé évêque coadjuteur de Saint-Paul en Alberta. Il est consacré le 14 mai suivant par Mgr Anthony Tonnos, évêque d'Hamilton. Dès le 30 juin 1997, il succède à Mgr Raymond Roy, sur le siège épiscopal de Saint-Paul. 
Le 18 février 1999 il est transféré Edmonton dont il devient archevêque coadjuteur, jusqu'au 7 juin suivant lorsqu'il succède à Mgr Joseph MacNeil. 
Il est nommé par Benoît XVI, le 16 décembre 2006, archevêque de Toronto où il succède au cardinal Aloysius Ambrozic, qui prend sa retraite à près de soixante-dix-sept ans.

### Cardinal
Collins est créé cardinal par Benoît XVI le 18 février 2012 avec le titre de cardinal-prêtre de San Patrizio. Il participe aux conclaves de 2013 (élection de François) et de 2025 (élection de Léon XIV).
Le 27 juin 2015 il est nommé par François membre de la Congrégation pour les Églises orientales.

## Prises de positions
Il a sévèrement critiqué l'attribution de l'Ordre du Canada à Henry Morgentaler, un médecin avorteur controversé.